# Ben Hamidou
Ben Hamidou, né en 1966 à Oran, est un auteur, interprète et metteur en scène belge de théâtre. Il joue aussi dans plusieurs films de cinéma et dans des séries télévisées.

## Biographie
Ben Hamidou est né en 1966 en Algérie dans une famille de rifains marocains. Il arrive en Belgique, encore bébé et grandit à Molenbeek, commune à laquelle il reste très attaché,.
Il se forme au Club Méditerranée, où il travaille pendant quatre ans comme animateur et joue ensuite au café-théâtre.
Il commence à jouer au théâtre à partir de 1997, souvent au Brocoli théâtre et avec la Compagnie des nouveaux disparus, auxquels il reste fidèle.
Au théâtre, Ben Hamidou écrit, met en scène et interprète, souvent seul en scène ou à deux. Il collabore de façon régulière avec Gennaro Pitisci, metteur et scène, dramaturge et directeur du théâtre Brocoli et Sam Touzani. Au cinéma, il joue aussi bien dans Les Barons que dans des films des Frères Dardenne et des séries télévisées.
En 2004, Gembloux. Op zoek naar vergeten soldaten. À la recherche de l'armée oubliée marque son premier grand succès. Il s'agit d'un hommage aux tirailleurs nord-africains enrôlés dans l'armée française pendant la Seconde Guerre mondiale et enterrés dans un cimetière oublié de Gembloux. Le spectacle est joué en français, berbère et néerlandais. Il est coécrit avec Gennaro Pitisci, Sam Touzani et Nacer Nafti, produit par le Théâtre royal flamand (KVS) et tourne en France, au Festival d’Avignon, au Congo, au Portugal et en Belgique. Le texte, publié par les Editions A la Mesure du possible, obtient le prix Sony-Labou-Tansi en 2008.
En 2009, au cinéma, il joue le rôle de l’imam dans le film belge Les Barons.
En 2010, il joue, seul en scène, la pièce Sainte-Fatima de Molem mis en scène par Gennaro Pitisci qui  rend hommage à sa grand-mère, personnage central et haut en couleur de son enfance.
En 2011, il coécrit et joue avec Sandra Zidani Moudawana forever.
En 2012/2013, il interprète La civilisation ma mère de Driss Chraibi, dans une mise en scène par Gennaro Pitisci.
Ben Hamidou tourne pendant plus de quinze ans avec la compagnie théâtrale Les Nouveaux Disparus en Belgique et à l’étranger et joue notamment dans Le mariage de Lila ou le chaos urbain en 2014.
Fin 2014/2015, il interprète un prédicateur islamiste dans la pièce tragi-comique d’Ismael Saidi, Djihad, vue par plus de 30 000 personnes.
En 2016/2017, Ben Hamidou interprète avec Sam Touzani Les enfants de Dom Juan à la Maison des Cultures et de la Cohésion Sociale de Molenbeek et au Théâtre 140.
À la télévision, il tourne le rôle de Bénichou dans trois épisodes de la série parodique Au Service de la France sur ARTE.
Il joue dans la série télévisée Grond pour la chaîne flamande VIER. Cette série est réalisée par Adil El Arbi, Bilall Fallah et Mathieu Mortelmans,.
En 2021, il revient sur son enfance avec Ah les jolies colonies,.
Ben Hamidou croit dans le rôle de la culture pour changer les mentalités et aider à l'émancipation des individus. Il dirige des ateliers théâtres avec des jeunes adolescents à Molenbeek au sein de sa compagnie Smoners. Depuis 2011, il anime également un atelier théâtre à Dar Al Amal, Centre pour Femmes à Molenbeek.

## Scène et théâtre
- 2004 : Gembloux ! À la recherche de l'armée oubliée, avec Sam Touzani, KVS et Avignon
- 2010 : Sainte-Fatima de Molem, mise en scène de Gennaro Pitisci
- 2011 : Moudawana forever, écrit et joué avec Zidani
- 2012-2013 : La civilisation ma mère de Driss Chraibi, mise en scène de Gennaro Pitisci
- 2014 :  
  - Les chaussures de Fadi, de Caroline Safarian, avec Sam Touzani, Espace Magh
  - Le mariage de Lila ou le chaos urbain, Théâtre des nouveaux disparus
  - Djihad d'Ismaël Saidi
- 2016 : Les enfants de Dom Juan avec Sam Touzani
- 2018 : Bruxelles printemps noirs de Jean Piemme, mise en scène de Philippe Sireuil, Théâtre des Martyrs
- 2019 :  L’épopée gipsy, Les Nouveaux Disparus
- 2020 : Histoire de rire (s) L’humour déconfiné, Écriture et interprétation : Claude Semal, Jean-Luc Piraux et Ben Hamidou, mise en scène de Valérie Lemaître, Espace Magh
- 2021 : Ah les jolies colonies, écrit et mis en scène avec Gennaro Pitisci, interprété par Ben Hamidou, Les Riches Claires

## Filmographie

### Cinéma
- 2005 : Bunker Paradise de Stefan Liberski (Karim)
- 2009 : Les Barons de Nabil Ben Yadir (rôle de l'imam)
- 2014 :  Deux jours une nuit des frères Dardenne (Kader)
- 2016 : 
  - La fille inconnue des Frères Dardenne (Inspecteur Ben Mahmoud)
  - Série Au Service de la France d'Alexis Charrier (Bénichou dans trois épisodes)
- 2018 : The Team, série télévisée de Arte, (Karvan Hassan dans deux épisodes)
- 2019 : Le Jeune Ahmed des Frères Dardenne (Amine)
- 2020 : Grond, série de VIER,  réalisée par Adil  El Arbi, Bilall Fallah et Mathieu Mortelmans

## Publication
- Ben Hamidou, Nacer Nafti, Gennaro Pitisci, Sam Touzani, Laurent Ancion, Gembloux, à la recherche de l'armée oubliée, La Mesure du possible, 2005, 93 p.  (ISBN 978-2930441030)

## Sources et références
1. ↑  Cécile Réto, « Molenbeek. L’acteur et metteur en scène Ben Hamidou secoue, avec humour, sa ville adorée », Ouest-France,‎ 30 août 2021 (lire en ligne)
2. 1 2 3  brukmer.be, « BEN HAMIDOU, LE RIRE EST L'ARME DU SALTIMBANQUE | Brukmer », 25 septembre 2015 (consulté le 20 mai 2022)
3. 1 2 3 4 5  « Ben Hamidou », sur Espace Magh (consulté le 20 mai 2022)
4. ↑  « ASP@sia - Hamidou Ben », sur www.aml-cfwb.be (consulté le 20 mai 2022)
5. ↑  « "Ah! Les jolies colonies" le dernier spectacle de Ben Hamidou avec une mise en scène de Gennaro Pitisci, du 16 au 26/02 Aux Riches Claires », sur DiverCite.be, 8 février 2022 (consulté le 20 mai 2022)
6. 1 2 3  « Ben Hamidou et les fantômes de l’enfance », sur Le Soir, 22 février 2022 (consulté le 20 mai 2022)
7. ↑  Les Francophonies-Des écritures à la scène, « Prix Sony Labou Tansi des lycéens », sur Les Francophonies - Des écritures à la scène, 20 mai 2022 (consulté le 21 mai 2022)
8. ↑  « Ben Hamidou, la vie avant "Les barons" », sur RTBF (consulté le 20 mai 2022)
9. ↑  « On rit, mais pas seulement dans "Grond" et "Yellowjackets" », sur RTBF (consulté le 20 mai 2022)
10. ↑  (nl) « De ‘Grond’ onder de voeten van scenarist Zouzou Ben Chikha en acteur Ben Hamidou », sur www.bruzz.be (consulté le 20 mai 2022)
11. ↑  Soraya Belghazi, « Ah ! Les jolies colonies, nostalgie et brisure de l’enfance », sur Le Suricate Magazine, 17 février 2022 (consulté le 20 mai 2022)